# Kamień runiczny poświęcony Świętosławie
Kamień runiczny poświęcony Świętosławie, česky lze přeložit jako Runový kámen zasvěcený Světoslavě, je novodobý barevný runový kámen a turistická atrakce ve Skanzenu na Wolinu, tj. v Centru Slovanů a Vikingů (Centrum Słowian i Wikingów) na říčním ostrově Ostrów (Wolińska Kępa) průlivu Dziwna v deltě veletoku Odra. Nachází se ve městě Wolin v Okrese Kamień v Západopomořanském vojvodství v severozápadním Polsku.

## Další informace
Świętosławia - matka královských rodů, byla dcerou polského knížete Měška I. a sestrou prvního polského krále Boleslava Chrabrého. Ve skandinávských ságách je nazývána Sigrid Storrada. Nejprve se stala manželkou švédského krále Erika Segersalla, kterému porodila syna a budoucího krále Olofa Skotkönunga. Po Erikově smrti se provdala za dánského krále Swena Segersalla, jemuž porodila syna Heralda Gormssona, který zemřel ve Wolinu. Z tohoto manželství se také narodil Knut Veliký, budoucí král Dánska, Anglie a Norska. Drak umístěný uprostřed je odkazem na motivy skandinávského umění. Tento kámen váží asi 16 tun a během místních Vikinských slavností v roce 2013, se ho více než 100 mužů v kostýmech Slovanů a Vikingů snažilo ustavit na místo, což se nepovedlo a nakonec musel přijet na pomoc jeřáb.

## Galerie

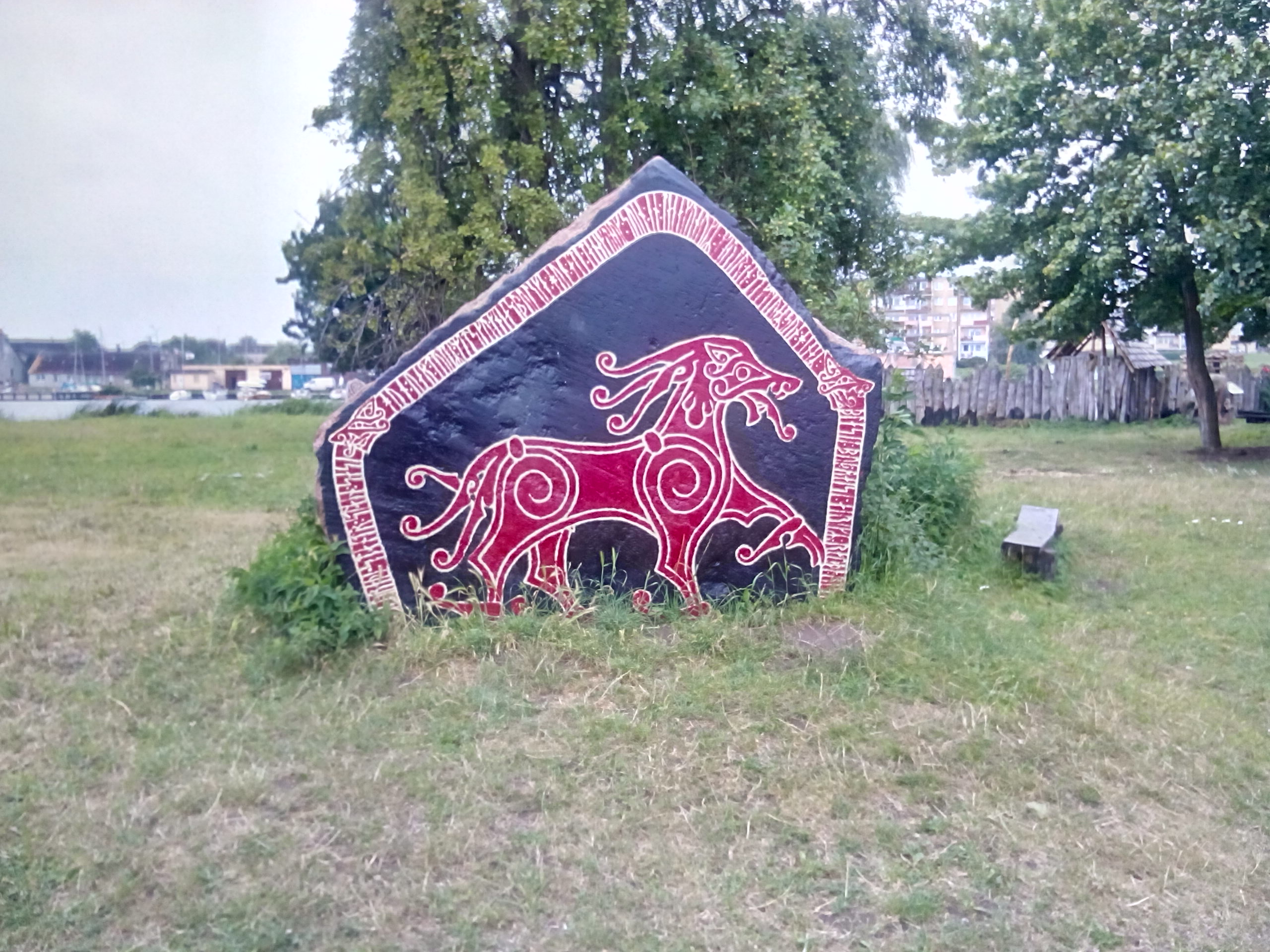
Runový kámen (červenec 2014)
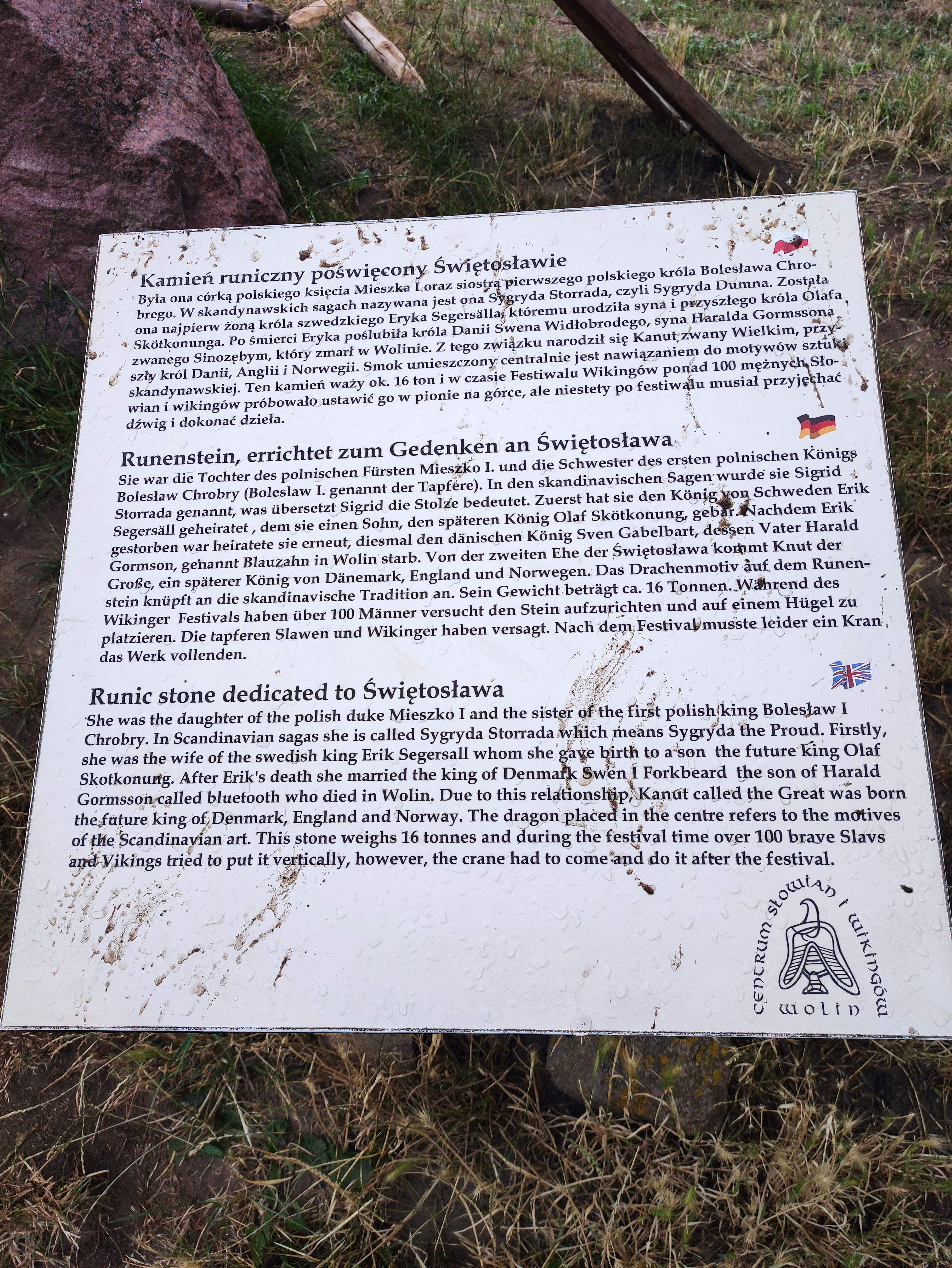
Informační panel u kamene